# ألفونسو ليغوري
القديس ألفونسو ليغوري (بالإنجليزية: Saint Alphonsus Liguori) «رهبنة الفادي الأقدس» (ولد عام 1696 – توفي عام 1787) يُدعى أحيانًا بألفونسو ماريا ليغوري، كان أسقفًا كاثوليكيًا إيطاليًا، كاتبًا روحانيًا، مؤلفًا، موسيقيًا، فنانًا، شاعرًا، محاميًا، فيلسوفًا سوكولاستيًا، وعالمًا باللاهوت.
أسس رهبنة الفادي الأقدس، ويعرف أتباعها باسم مرسلي الفادي الأقدس، في نوفمبر من عام 1732. عُين عام 1762 أسقفًا لأبرشية سانت أغاتا دي غوتي. كان كاتبًا غزير الإنتاج، نشر تسعة إصدارات من مؤلفه اللاهوت الأدبيّ خلال حياته. بالإضافة إلى رسائل تعبديّة ونُسكيّة أخرى. من بين أفضل أعماله نجد أمجاد مريم وطريقة الصليب، ولا تزال الأخيرة مستخدمةً في الأبرشيات خلال طقوس الأصوام.
أعلنه البابا غريغوري السادس عشر قديسًا عام 1839، وأعلنه البابا بيوس التاسع ملفانًا عام 1871. هو أحد أكثر الكتاب المسيحيين قراءةً، والقديس الحامي للمعترفين.

## نشأته
وُلد في ماريانيلا، بالقرب من نابولي، وكانت وقتها جزءًا مملكة نابولي، يوم 27 سبتمبر من عام 1696. كان أكبر ثمانية أطفالِ جوزيبي ليغوري وآنا ماريا كاترينا كافالييري. عُمد بعد ولادته بيومين في كنيسة سيدتنا العذراء باسم ألفونسو ماري أنتوني جون كوسماس داميان ميكائيل غاسبارد دي ليغوري. كانت عائلته ذات نسب نبيل وعريق، لكن الفرع الذي ينحدر منه القديس ذاق الفقر نوعًا ما. كان والد ألفونسو، الدون جوزيف دي ليغوري، ضابطًا بحريًا وقبطانًا للسفن الملكية.

## تعليمه
تعلم ليغوري ركوب الخيل وتحظيرها لكنه لم يمتلك فرصة جيدة أبدًا بسبب ضعف بصره. حال قصر بصره وإصابته بربو مزمن دون عمله في الجيش لذا جهزه والده تعليميًا ليصبح محاميًا. تعلم على يد معلمين خصوصيين قبل دخوله جامعة نابولي، حيث تخرج بشهادة دكتوراه في القانون المدني والكَنَسيّ في عمر 16. أشار لاحقًا إلى أن حجمه كان صغيرًا للغاية في ذلك الوقت حتى أنه كاد يختفي في مئزره وأن كل من شاهده ضحك على ذلك. عندما بلغ سن الرشد، ومثل العديد من النبلاء الآخرين، انضم إلى أخوية سيدة رحمتنا جنبًا إلى جنب مع الأشخاص الذين ساعدهم في العناية بالمرضى في مشفًى خاص بـ «العضولين».
أصبح محاميًا ناجحًا. كان يفكر في ترك المهنة وكتب لأحدهم قائلًا: «إن مهنتنا تغصّ بالصعاب والمخاطر يا صديقي؛ نعيش حياةً غير سارة معرضين لخطر ميتةٍ غير سارة». في عمر 27، وبعد خسارة قضية مهمة كانت أول قضية يخسرها خلال ثماني سنوات من ممارسة المحاماة، اتخذ قرارًا صارمًا بترك المهنة. علاوةً على ذلك، سمع صوتًا داخليًا يخبره: «أن اهجر العالم، وسلّم نفسك لي».

## تغيير المهنة
عام 1723، قرر تقديم نفسه بصفة مبتدئًا إلى رهبنة أوراتوريان سان فيليب نيري الصغيرة بنية القُسوسَة. عارض والده هذه الخطة، لكن بعد شهرين (وبموافقة أمين الأوراتوريان)، وصل مع والده إلى حل وسط: سيدرس القُسوسَة لكن لن يكون أبًا أوراتوريًا وسيعيش في المنزل. رُسّم يوم 21 ديسمبر من عام 1726، في عمر 30. عاش السنوات الأولى من قُسوسته مع المشردين وشباب نابولي المهمشين. اشتُهر للغاية بسبب صدقه وبساطة عظاته. لقد قال: «لم أُعط موعظةً لا تستطيع أفقرُ امرأة عجوزٍ في الرهبنة فهمها أبدًا». أسس كنائس المساء، التي كان تُدار بيد الشُبّان أنفسهم. كانت الكنائس مراكز للصلاة والتُقى والتبشير والتعاون والنشاطات الاجتماعية والتعليم. وعندما حان أجلهُ كان عدد هذه الكنائيس 72، فيها أكثر من 10.000 مشترك. كانت عظاته مؤثرة للغاية في تحويل أولئك الذين انسلخوا عن إيمانهم.
عانى ليغوري من الوساوس معظم حياة بلوغه وشعر بالذنب تجاه أبسط المسائل المتعلقة بالخطيئة. علاوةً على ذلك، رأى القديس الوساوس نعمةً في بعض الأوقات وكتب: «الوساوس مفيدة في بداية التحوّل... إنها تطهّر الروح، وتجعلها حذرة في نفس الوقت».
عام 1729، ترك ألفونسو منزل العائلة واتخذ إقامةً في المعهد الصيني في نابولي. وكان المكان الذي بدأ منه تجربته التبشيرية في الأقاليم داخل مملكة نابولي، حيث وجد أناسًا أشد فقرًا وأكثر تعرضًا للإهمال من أي من أطفال شوارع نابولي. عام 1731، بينما كان يساعد ضحايا هزة أرضية في قرية فودجا، ادّعى ألفونسو أنه رأى تصوّرًا للسيدة العذراء في مظهر فتاةٍ بعمر 13 أو 14 عامًا ترتدي طرحةً بيضاء.

## رهبنة الفادي الأقدس
يوم 9 نوفمبر من عام 1732، أسس رهبنة الفادي الأقدس، عندما أخبرته الأخت ماريا سيليستيه كروستاروسا بوحي أتاها أن هو الشخص الذي اختاره الرب ليأسس الرهبنة. أسس الرهبنة بالهبات التي تحصل عليها من مهمات تبشير شعبية قام بها في المدينة والريف. كان هدفها التبشير والتعليم في أحياء الفقراء الشعبية في المدن والأماكن الفقيرة الأخرى. حاربوا الينسينية أيضًا، وهي هرطقة وعظت صرامةً خُلقية متطرفة: «ينبغي معاملة التائبين على أنهم أرواح يجب إنقاذها لا مجرمين يجب معاقبتهم». وقال لا تُنكروا الغفران على تائب أبدًا.
كان موسيقيًا ومؤلفًا موهوبًا، وكتب العديد من التراتيل الشهيرة وعلمها للناس خلال البعثات الأبرشية. عام 1732، عندما كان مُقيمًا في دير المواساة، أحد منازل رهبنته في مدينة ديليكاتو الصغيرة التابعة لمحافظة فودجا في جنوب شرق إيطاليا، كتب ليغوري الترنيمة الإيطالية («هابطٌ من السماوات المرصّعة بالنجوم») بأسلوب موسيقي رعوي. بُنيت النسخة ذات الكلمات الإيطالية على الأغنية الأصلية المكتوبة باللغة النابولية، وتبدأ بالكلمات القائلة: (عندما وُلد الطفل). وبما أنها ارتبطت تراثيًا بالزامبونا، أو مزمار قربة إيطالي ضخم الهيئة، أصبحت معروفة باسم («ترنيمة مزامير القربة»).

## أسقف أبرشية سانت أغاتا دي غوتي
كان ألفونسو أسقفًا موقرًا لأبرشية سانت أغاتا دي غوتي عام 1762. حاول رفض تعيينه باستخدام سنّه وعيوبه كأعذار تمنع رسامته. كتب عظاتٍ وكتبًا ومقالاتٍ لحثّ تكريس شديد الحب للقربان المقدس المبارك ومريم العذراء المباركة. توجه أولًا إلى المفاسد الكنسية في الأبرشية، أصلح البؤرة وأعاد تأهيل الإكليروس والمؤمنين روحانيًا. أوقف القساوسة الذين احتفلوا بالقداس الإلهي في أقل من ربع ساعة وباع عربته وخاتمه الأسقفي ليعطي المال للفقراء. عانى في آخر سنوات حياته من مرض أليم واضطهاد مُر من زملائه القساوسة، الذين طردوه من الرهبنة التي أنشأها.

## وفاته
سُمح له عام 1775 بالتقاعد من منصبه وذهب للعيش في مجتمع مرسلي الفادي الأقدس في باغاني، إيطاليا، حيث مات يوم 1 أغسطس من عام 1787.

## تبجيله وإرثه
أُعلن طوباويًا يوم 15 سبتمبر من عام 1816 على يد البابا بيوس السابع وقدّيسًا يوم 26 مايو من عام 1839 على يد البابا غريغوري السادس عشر.
عام 1949، أسس مرسلو الفادي الأقدس الأكاديمية الألفونسية لدراسة اللاهوت الأدبي الكاثوليكي المتقدمة. ولُقب حاميًا للمعترفين واللاهوتيين الأدبيين من قبل البابا بيوس الثاني عشر يوم 26 أبريل من عام 1950، الذي كتب عنه لاحقًا في رسالته البابوية (ستستجرّ أمواهًا).

## وصلات خارجية
- ألفونسو ليغوري على موقع الموسوعة البريطانية (الإنجليزية)
- ألفونسو ليغوري على موقع ميوزك برينز (الإنجليزية)
- ألفونسو ليغوري على موقع ديسكوغز (الإنجليزية)
- أعمال أو نبذة عن ألفونسو ليغوري على أرشيف الإنترنت
- أعمال ألفونسو ليغوري في ليبري فوكس